# Руско музикално общество
Руското музикално общество (РМО) има за цел да развива и разпространява класическата и съвременна музика в имперска Русия. То съществува от втората половина на 19 век до революцията през 1917 г.

## Основаване
През май 1859 г. с имперски указ и под патронажа на княгиня Елена Павловна, Антон Рубинщайн основава Руското Музикално Общество в Санкт-Петербург. През следващата година са открити и първите музикални класове, както и филиал в Москва.
На 8 септември 1862 г. тази дейност довежда и до институциализирането на Санктпетербургската консерватория, с директор Антон Рубинщайн. Четири години по-късно, през 1866 г. е основана и Московската консерватория, с директор Николай Рубинщайн, брат на Антон.
През 1869 г., след като Императорското семейство взима обществото под свое покровителство, то променя и името си на „Императорско руско музикално общество“ (ИРМО).
Руското музикално общество бързо разширява своята образователна програма в редица градове. Нови музикални училища са основани в Киев (1863), Саратов (1865), Харков (1871), Тбилиси (1871), Одеса (1886) и други, всички от които имат статут на държавни консерватории.